# Smile (cântec)
Smile este cel de-al doilea disc single extras de pe albumul Goodbye Lullaby, al cântăreței de origine canadiană Avril Lavigne. Cântecul a fost lansat în iunie 2007; acesta a câștigat popularitate în țările anglofone, sporind succesul albumului de proveniență.